# Saxifraga manshuriensis
Saxifraga manshuriensis là một loài thực vật có hoa trong họ Saxifragaceae. Loài này được (Engl.) Kom. miêu tả khoa học đầu tiên năm 1904.